# Aggelma abdominalis
Aggelma abdominalis är en stekelart som beskrevs av Vittorio Luigi Delucchi 1956. Aggelma abdominalis ingår i släktet Aggelma och familjen puppglanssteklar.
Artens utbredningsområde är:
- Österrike.
- Tjeckien.
- Sverige.

Arten är reproducerande i Sverige. Inga underarter finns listade i Catalogue of Life.